# The Broadway Album
The Broadway Album é o vigésimo quarto álbum de estúdio da cantora estadunidense Barbra Streisand, lançado pela Columbia Records, em 4 de novembro de 1985. Os lançamentos em LP e fita cassete originais, continham onze faixas, enquanto o lançamento em CD incluía a faixa bônus "Adelaide's Lament". A Columbia o relançou em 2002, com uma faixa bônus adicional, originalmente gravada em 1985, "I Know Him So Well".
Composto principalmente por clássicos da Broadway, marcou uma grande mudança em sua carreira. Por cerca de dez anos, seu repertório foi composto, em grande parte, por música popular contemporânea, tal fato iniciou-se com Stoney End, de 1971 e findou com Emotion, de 1984, período no qual Streisand cantou em um número substancial de gêneros musicais, tais como: rock, pop, folk e disco. Visando voltar a suas "raízes", ela que começou como atriz em peças teatrais, resolveu que seria o momento de gravar canções clássicas da Broadway, como o fizera também em seus álbuns dos anos de 1960. O notável compositor da Broadway, Stephen Sondheim, escreveu letras adicionais para as canções "Putting It Together" e "Send in the Clowns" a pedido da cantora.
Para promovê-lo, foi feito um especial de televisão, intitulado Putting It Together: The Making of the Broadway Album. A faixa "Somewhere" foi lançada como single, e ganhou um videoclipe dirigido por William Friedkin. Nos Estados Unidos, perdeu por pouco o top 40 da Billboard Hot 100, chegando ao número 43. Saiu-se melhor na parada Adult Contemporary, na qual atingiu número 5. Alcançou o número 88 no UK Singles Chart. Ganhou o um prêmio Grammy, na categoria de Melhor Arranjo Instrumental Acompanhando Vocal(s).
O álbum foi sucesso de público e crítica. No 29th Annual Grammy Award, foi nomeado na categoria de Álbum do Ano e Streisand foi a vencedora do Best Pop Female Vocal Performance.

## Antecedentes e produção
Streisand começou sua carreira na Broadway, e assim o considerou o álbum como um retorno às suas raízes, depois de duas décadas gravando música popular contemporânea. A gravadora de Streisand, a Columbia Records, se opôs ao repertório planejado, pois não eram músicas pop, mas Streisand havia assinado um contrato no início de sua carreira que lhe dava total controle criativo em troca de ganhos mais baixos; neste momento ela ressaltou que, devido ao contrato, ela tinha "o direito de cantar o que eu quiser cantar".
Em entrevista, afirmou grande respeito pela seleção de canções escolhidas, considerando-as algumas das melhores músicas e letras já escritas. O primeiro single, "Putting It Together", da peça de Sondheim Sunday in the Park with George, foi reescrito para abordar sobre a dicotomia entre arte e comércio na indústria fonográfica. Streisand contratou seu ex-diretor de The Way We Were, Sydney Pollack, bem como David Geffen, chefe da Geffen Records para interpretar os papéis dos chefes de estúdio antagônicos. Streisand queria gravar a peça inteira ao vivo para capturar a atmosfera dos shows da Broadway. Muitos dos músicos também tocaram em Funny Girl 22 anos antes, e um mês de ensaios com Stephen Sondheim foi realizado antes da gravação.
A fotografia utilizada na capa foi tirada pelo fotógrafo Richard Corman no Plymouth Theatre, em Nova Iorque, no verão de 1985. Além das fotos usadas, mostrando Streisand sentada em uma cadeira no palco cercada por partituras, Corman fotografou retratos adicionais de ela sentada nos assentos.

## Recepção crítica
| Críticas profissionais | Críticas profissionais |
| Avaliações da crítica  | Avaliações da crítica  |
| Fonte                  | Avaliação              |
| ---------------------- | ---------------------- |
| AllMusic               | [ 1 ]                  |
| Entertainment Weekly   | A                      |
| Robert Christgau       | C                      |
| Rolling Stone          | Desfavorável           |
| Manchete               | Favorável              |

As resenhas da crítica especializada em música foram, em maioria, favoráveis.
Em 1993, Greg Sandow, da revista Entertainment Weekly, fez uma resenha sobre Back to Broadway, na qual o relembrou e o definiu como "o trabalho de uma cantora-atriz suprema" que apesar do tempo, continuava "intocável o suficiente para os fazer os ouvintes se apaixonarem pelas personagens que ela canta". Na lista dos "100 Maiores CDs" da revista, de 1993, ficou em 37º lugar, a quarto melhor posição de uma artista feminina a ser incluído.
Francis Davis, da revista Rolling Stone, teve uma visão um pouco mais cínica, após criticá-lo por sua autoconsciência e superprodução, admitiu que "funciona de alguma forma, mesmo que apenas como um lembrete do que um riqueza negligenciada que a Broadway oferece e que cantora maravilhosa Streisand é quando ela não está tentando se passar por uma estrela do rock".
O crítico Stephen Holden, do The New York Times, não teve tais reservas, declarando logo após o lançamento que Streisand havia "lançado o que pode ser o álbum de uma vida".

## Desempenho comercial
Comercialmente,tornou-se um de seus maiores sucessos. Atingiu a posição de número um na Billboard 200, por três vezes e permaneceu na tabela por 50 semanas. Nos Estados Unidos, recebeu um disco de ouro pela Recording Industry Association of America, em 13 de janeiro de 1986, e um de quadrúplo platina em 31 de janeiro de 1995. Foi certificado como prata, ouro ou platina em outros cinco países. O home video Putting It Together -- Making of The Broadway LP, foi certificado com um disco de ouro pela RIAA, por mais de 50 mil cópias vendidas em território estadunidense.
The Broadway Album vendeu 7,5 milhões de cópias no mundo.

## Lista de faixas
Créditos adaptados do site AllMusic.
| N.º | Título                                                                                              | Compositor(es)                                | Duração |  |
| 1.  | "Putting It Together" (Do musical Sunday in the Park with George)                                   | Stephen Sondheim                              | 4:20    |  |
| 2.  | "If I Loved You" (Do musical Carousel)                                                              | Oscar Hammerstein II, Richard Rodgers         | 2:38    |  |
| 3.  | "Something's Coming" (Do musical West Side Story)                                                   | Leonard Bernstein, Sondheim                   | 2:55    |  |
| 4.  | ""Not While I'm Around" (Do musical Sweeney Todd)                                                   | Sondheim                                      | 3:29    |  |
| 5.  | ""Being Alive" (Do musical Company)                                                                 | Sondheim                                      | 3:23    |  |
| 6.  | "I Have Dreamed / We Kiss in a Shadow / Something Wonderful" (Do musical The King and I)            | Hammerstein, Rodgers                          | 4:50    |  |
| 7.  | "Adelaide's Lament" (Do musical Guys and Dolls)                                                     | Frank Loesser                                 | 3:25    |  |
| 8.  | "Send in the Clowns" (Do musical A Little Night Music)                                              | Sondheim                                      | 4:42    |  |
| 9.  | "Pretty Women / The Ladies Who Lunch" (Dos musicais Sweeney Todd / Company)                         | Sondheim                                      | 5:09    |  |
| 10. | "Can't Help Lovin' That Man" (Do musical Show Boat)                                                 | Hammerstein, Jerome Kern                      | 3:31    |  |
| 11. | "I Loves You Porgy / Porgy, I's Your Woman Now (Bess, You Is My Woman)" (Do musical Porgy and Bess) | George Gershwin, Ira Gershwin, DuBose Heyward | 4:35    |  |
| 12. | "Somewhere" (Do musical West Side Story)                                                            | Bernstein, Sondheim                           | 4:56    |  |
| 13. | "I Know Him So Well" (Do musical Chess)                                                             | Tim Rice, Benny Andersson, Björn Ulvaeus      | 4:14    |  |

## Tabelas
| Tabela musical (1985–87)              | Melhor posição |
| ------------------------------------- | -------------- |
| Australian Albums (Kent Music Report) | 8              |
| Áustria (Ö3 Austria Top 40)           | 29             |
| Canada Top Albums/CDs (RPM)           | 11             |
| Países Baixos (Dutch Charts)          | 8              |
| European Albums (Eurotipsheet)        | 32             |
| Japanese Albums (Oricon)              | 23             |
| Nova Zelândia (RMNZ)                  | 1              |
| Suécia (Sverigetopplistan)            | 26             |
| Reino Unido (Official Albums Chart)   | 3              |
| Estados Unidos (Billboard 200)        | 1              |

| Tabela musical (1986)        | Posição |
| ---------------------------- | ------- |
| Canada Top Albums/CDs (RPM)  | 51      |
| Dutch Albums (Album Top 100) | 59      |
| New Zealand Albums (RMNZ)    | 9       |
| UK Albums (OCC)              | 43      |
| US Billboard 200             | 12      |
| US Cash Box                  | 13      |

## Certificações e vendas
| País                                 | Certificação | Vendas    |
| ------------------------------------ | ------------ | --------- |
| Austrália (ARIA)                     | 2× Platina   | 140,000   |
| Canadá (Music Canada)                | 2× Platina   | 200,000   |
| Estados Unidos (RIAA)                | 4× Platina   | 4,000,000 |
| Estados Unidos (RIAA) Video Longform | Ouro         | 50,000    |
| Nova Zelândia (RMNZ)                 | Platina      | 15,000    |
| Países Baixos (NVPI)                 | Ouro         | 50,000    |
| Reino Unido (BPI)                    | Ouro         | 100,000   |
| Resumos                              |              |           |
| Mundo                                | —            | 7,500,000 |